# サウード・カリーリー
サウード・カリーリー（アラビア語: سعود كريري、Saud Kariri、1980年7月8日-）は、サウジアラビア・ジーザーン州ジーザーン出身の元サッカー選手、サウジアラビア代表。ポジションはミッドフィールダー。
日本語ではサウド・カリリ、サウード・カリリと表記されることもある。

## 来歴

### クラブ
アル・イテハドではAFCチャンピオンズリーグで2度（2004,2005）優勝を経験している。

### 代表
アラブカップ2002、ガルフカップ2003の優勝メンバー。
FIFAワールドカップ2006に出場。
AFCアジアカップには2004、2007、2011、2015と4大会連続で出場している。アジアカップ2015ではキャプテンマークをつけてプレーした。

## 代表歴

### 出場大会
- サウジアラビア代表
  - 2006 FIFAワールドカップ

### 試合数
- 国際Aマッチ 137試合 7得点（2001年-2015年）[3]

| サウジアラビア代表 | 国際Aマッチ | 国際Aマッチ |
| 年                 | 出場        | 得点        |
| ------------------ | ----------- | ----------- |
| 2001               | 5           | 0           |
| 2002               | 4           | 1           |
| 2003               | 12          | 0           |
| 2004               | 12          | 0           |
| 2005               | 10          | 2           |
| 2006               | 16          | 0           |
| 2007               | 19          | 2           |
| 2008               | 10          | 0           |
| 2009               | 9           | 0           |
| 2010               | 6           | 1           |
| 2011               | 9           | 0           |
| 2012               | 4           | 0           |
| 2013               | 10          | 0           |
| 2014               | 7           | 1           |
| 2015               | 4           | 0           |
| 通算               | 137         | 7           |